# Iva Perovanović
Iva Perovanović, née le 1er septembre 1983 à Podgorica (Monténégro), est une joueuse de basket-ball monténégrine de 1,88 m évoluant au poste d'intérieure.

## Biographie
Internationale monténégrine, elle dispute en 2009 les qualifications pour l'Euro 2009 et en 2010 les qualifications pour l'Euro 2011.
Après avoir contribué à la qualification de Montpellier en Euroligue, elle signe à l'été 2011 en Pologne au MKS Polkowice. À l'été 2012, elle rejoint le club russe de Nadejda Orenbourg pour lequel elle inscrit en moyenne 7,6 points et 5,5 rebonds en Euroligue et 7,3 points et 4,4 rebonds en championnat national.
Quelques semaines après le Championnat d'Europe 2013 (11,8 points et 7 rebond de moyenne), elle s'engage pour le club turc de Beşiktaş JK. Ses statistiques sont de 13,7 points et 7,3 rebonds, son club finissant 7e du championnat, puis signe l'année suivante pour l'autre club turc d'Orduspor.
En Turquie, ses statistiques sont de 12,0 points et 6,0 rebonds en Eurocoupe et 12,1 points et 6,7 rebonds en championnat. Pour 2015-2016, elle signe avec un autre club turc, Canik Belediye. Elle fait ensuite son retour à besiktas pour deux saisons avant de prendre sa retraite sportive en mai 2018.

## Parcours
- 2001-2004 :  Budućnost Podgorica
- 2004-2006 :  Wisła Cracovie
- 2006-2008 :  Budućnost Podgorica
- 2008-2009 :  Pallacanestro Umbertide
- 2008-2009 :  CB Islas Canarias
- 2009-2010 :  CB Olesa
- 2010-2011:  Basket Lattes-Montpellier
- 2011-2012 :  MKS Polkowice
- 2012-2013 :  Nadejda Orenbourg
- 2013-2014 :  Beşiktaş JK
- 2014-2015 :  Orduspor
- 2015-2016 :  Canik Belediye
- 2016-2018 :  Beşiktaş JK

## Palmarès
- à l’Euro Cadettes en 1999
- Championne de Pologne en 2006
- Championne du Monténégro en 2007 et 2008
- Vainqueur de la Coupe du Monténégro en 2007 et 2008
- Coupe de France féminine de basket-ball 2010-2011[11]